# Seregélyes
Seregélyes [šeregéješ] je velká obec v Maďarsku v župě Fejér, spadající pod okres Székesfehérvár. Nachází se asi 10 km jihovýchodně od Székesfehérváru. V roce 2015 zde trvale žilo 4 342 obyvatel. Dle údajů z roku 2001 tvořili 89,2 % obyvatelstva Maďaři, 0,8 % Němci, 0,3 % Rumuni a 0,2 % Romové, přičemž 10,7 % obyvatel se ke své národnosti nevyjádřilo. Název Seregélyes je odvozen od maďarského slova "seregély", které znamená špaček, a přípony -es. Název tedy znamená "(místo), kde jsou špačci".
Kolem Seregélyese prochází silnice 62 a tvoří jeho silniční obchvat, samotným Seregélyesem procházejí silnice 6213 a 6228. Sousedí s městy Adony, Gárdony, Pusztaszabolcs a Székesfehérvár a obcemi Pákozd, Sárosd, Szabadegyháza a Zichyújfalu.
Do roku 2013 byl Seregélyes součástí již neexistujícího okresu Aba.